# ثباید
ثباید (زبان یونانی: Θηβαΐς) یک منطقه در مصر باستان، شامل ۱۳ جنوبی‌ترین مصر علیا، از ابیدوس تا اسوان بود.